# Cotton fioc

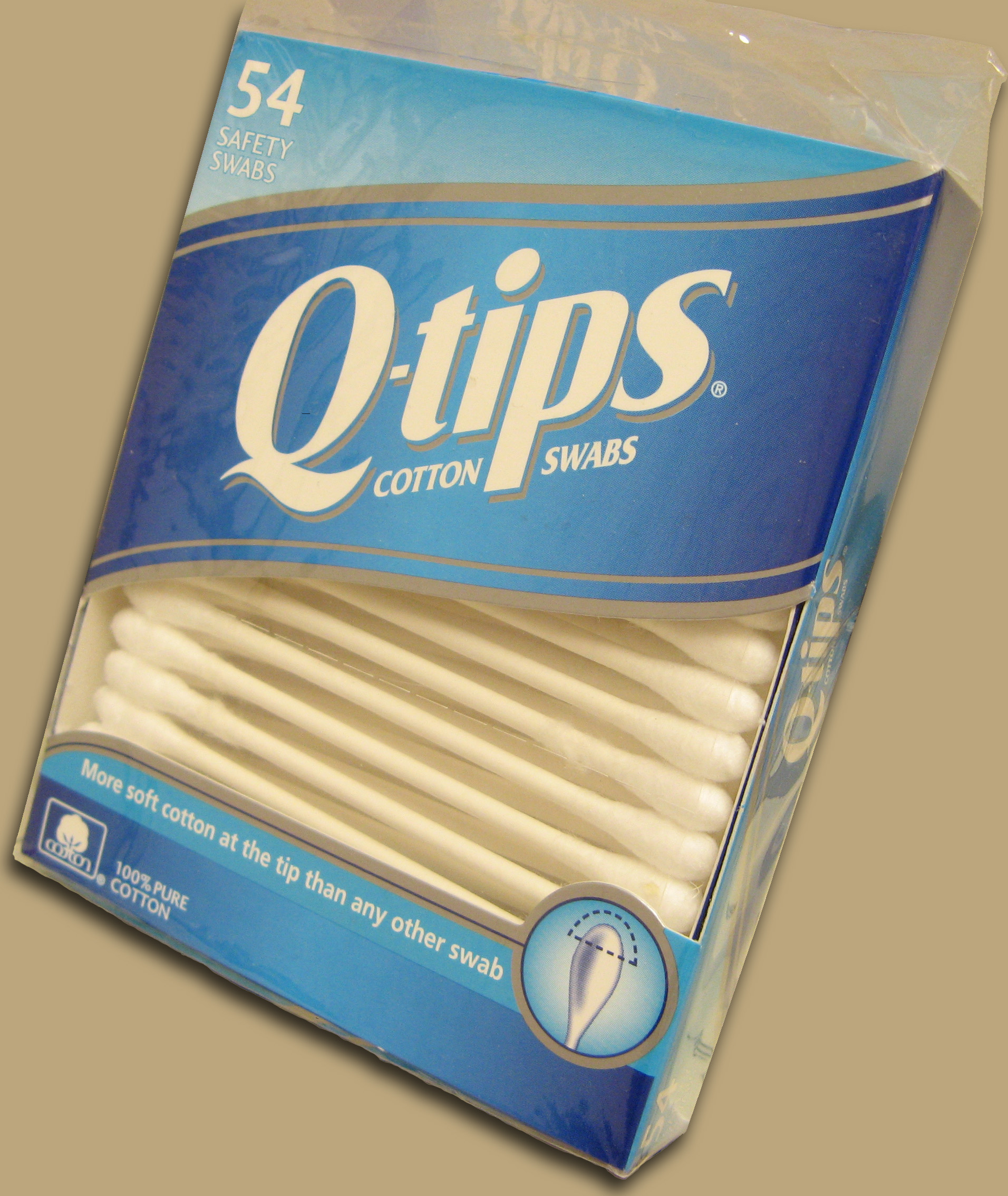
Bastoncini di ovatta, marca originale

Il cotton fioc, bastoncino cotonato o bastoncino di ovatta consiste in un'asticella le cui estremità sono rivestite di cotone idrofilo. La locuzione cotton fioc è un termine pseudoinglese in uso solo in italiano, dal nome commerciale di un prodotto per il mercato italiano, della Johnson & Johnson (in altri mercati dalla stessa azienda sono chiamati cotton buds o bastoncillos cotonetes); benché vengano chiamati anche bastoncini per la pulizia delle orecchie, il loro utilizzo per questo scopo è sconsigliabile.

## Storia
I bastoncini vennero ideati nel 1923 dall'inventore statunitense di origine polacca Leo Gerstenzang. Egli avrebbe osservato come la moglie fissava un fiocco di cotone all'estremità di uno stuzzicadenti per la pulizia personale del bambino. Gerstenzang fondò la ditta Infant Novelty Company per lanciare sul mercato la sua innovazione, che pochi anni dopo veniva chiamata  Q-tips.
Per quanto riguarda il materiale utilizzato per l'asticella, al legno si sono affiancati materiali come la plastica e, successivamente, il cartoncino (biodegradabile). A causa dei devastanti problemi ambientali legati all'accumulo di enormi quantità di asticelle in prossimità dei corsi d'acqua, l'uso di bastoncini cotonati in materiale plastico (non biodegradabile) è in regresso dalla fine del XX secolo, tanto che in diversi paesi occidentali il modello in plastica è stato proibito (come ad esempio in Italia.)

## Uso e abuso
Si presta agli usi più disparati come il trucco, il disegno (per sfumare) oppure per il prelievo di campioni destinati alle analisi del laboratorio medico (tampone faringeo): in tal caso si usano bastoncini speciali confezionati singolarmente.
L'uso dei bastoncini di cotone per la pulizia dell'orecchio è una pratica assai popolare quanto contestata. Per quanto riguarda l'efficacia, si ritiene in genere che il bastoncino spinga il cerume all'interno del condotto uditivo piuttosto che estrarlo, dato che il diametro del bastoncino supera quello del condotto uditivo; è opinione abbastanza affermata che un eventuale uso del bastoncino vada limitato al massimo alla parte esterna dell'orecchio; questo non solo per evitare un dannoso accumulo di cerume in prossimità del timpano, ma anche per non incorrere nel rischio di gravi lesioni. In alcuni paesi, le confezioni di bastoncini riportano sull'etichetta delle indicazioni per avvertire il consumatore di possibili danni e pericoli Va del resto ricordato che il condotto uditivo è fisiologicamente già predisposto a smaltire il cerume sospingendolo verso l'esterno e pulendosi quindi da solo; Dato che il padiglione può essere pulito senza cotton fioc, la dicitura bastoncino per la pulizia delle orecchie è in un certo modo da considerarsi obsoleta.
Un secondo aspetto problematico dell'uso incauto di questo prodotto consiste nel fatto che, gettati nel WC, i bastoncini cotonati creano problemi otturando le tubature oppure ammassandosi negli impianti depuratori, e nei corsi d'acqua, per cui vanno sempre buttati in pattumiera anche se l'obbligo di bastoncini biodegradabili ha sensibilmente migliorato la situazione.